# Čatyr-Köl
Il Čatyr-Köl' (in kirghiso Чатыркөл?, Çatırköl; in russo Чатыр-Кёль?, Čatyr-Kël) è un lago alpino endoreico nella catena del Tien Shan, sito nel Kirghizistan meridionale.
Il bacino giace nell valle di Ak Sar, vicino al passo Torugart, al confine con la Cina; il toponimo Čatyr-Köl significa in chirghiso "lago celestiale".